# Ratchet and Clank: Q-Force
Ratchet and Clank: Q-Force (intitulé Ratchet and Clank: Full Frontal Assault en Amérique du Nord) est un jeu vidéo développé par Insomniac Games et édité par Sony Computer Entertainment. Il est annoncé quelques jours avant l'Electronic Entertainment Expo 2012. Le jeu est sorti sur PlayStation 3 le 28 novembre 2012 et sur PlayStation Vita le 22 mai 2013.

## Développement
Le jeu est annoncé le 30 mai 2012, en l'honneur du dixième anniversaire de la franchise Ratchet and Clank. Les développeurs stipulent qu'il s'agit d'un retour aux sources avec entre autres le retour de la caméra à la troisième personne (chose qui avait été abolie pour All 4 One), des contrôles ainsi que des armes classiques de la série. L'annonce affirme également que le titre est doté d'un mode multijoueur, de mécaniques de jeu de tower defense dans lequel jusqu'à quatre joueurs peuvent s'affronter, ainsi que d'un potentiel de rejouabilité plus important qu'auparavant. Le jeu dispose aussi de la fonctionnalité cross-buy, ce qui signifie qu'un joueur qui acquiert un seul exemplaire du jeu obtient les deux versions du jeu (à savoir la version PlayStation 3 et PlayStation Vita).
Néanmoins, le jeu n'est pas présent au salon international Electronic Entertainment Expo.
La version PlayStation Vita devait sortir simultanément mais elle est dans un premier temps repoussée au 6 janvier puis la date de sortie est fixée au 22 mai 2013.

## Système de jeu
Ratchet and Clank: Q-Force, tout en revenant aux sources de la série en termes de mécaniques, intègre un concept de défense par tour, présent dans les jeux de type Tower defense. Les personnages jouables sont Ratchet, Clank et Qwark. Le mode histoire comprend cinq niveaux. Un mode co-op est disponible à deux joueurs en écran partagée ou en ligne. Un mode multijoueur est aussi présent.

## Réception
Le jeu est moyennement apprécié dans l'ensemble et les critiques sont quasiment unanimes : Q-Force est jugé trop répétitif et son scénario beaucoup trop simpliste.
Les fans, eux, reprochent à la série de s'éloigner de l'esprit des précédents opus. De plus, Clank est mis de côté alors que sa place devrait être, toujours selon les fans, sur le dos de Ratchet.
Jeuxvideo.com lui attribue la note de 13 sur 20 en indiquant que « il n'y a pas de quoi crier au scandale, mais on en attendait clairement davantage ».
Jeuxvideo.fr lui attribue la note de 6 sur 10 tout en mentionnant le fait que l'on peut obtenir gratuitement la version PlayStation Vita en achetant la version PlayStation 3.